# Wish.com
Wish.com er en amerikansk mobil- og webtjeneste for elektronisk handel. Den blev grundlagt i San Francisco i 2011. I 2017 var det verdens sjette største selskab indenfor elektronisk handel.
På portalen kan man primært finde produkter fra over 100.000 kinesiske producenter, hvor Wish formidler kontakten mellem kunde og producent.
Globalt benytter 300 millioner Wish.coms mobilapp. I 2017 opnåede man to millioner daglige handler. I Danmark er portalen en af de mest benyttede online handelssteder.